# جين هاينينغ
جين ماثيسون هاينينغ (6 يونيو 1897 - 17 يوليو 1944)، مبشرة إسكتلندية لكنيسة اسكتلندا في بودابست في المجر، واعترفت بها مؤسسة ياد فاشيم في إسرائيل باعتبارها الصالحة بين الأمم لأنها خاطرت بحياتها في عام 1997 لمساعدة اليهود خلال الهولوكوست.
عملت هاينينغ في بودابست اعتبارًا من يونيو 1932 كمشرفة مأوى للفتيات اليهوديات والمسيحيات في مدرسة تديرها البعثة الإسكتلندية لليهود. نصحت كنيسة إسكتلندا هاينينغ بالعودة إلى بريطانيا، لكنها قررت البقاء في المجر. عندما غزت ألمانيا المجر في مارس 1944، بدأت قوات الأمن الخاصة في ترتيب ترحيل يهود البلاد إلى محتشد الإبادة الألماني أوشفيتس الثاني-بيركيناو في بولندا المحتلة. اعتُقلت هاينينغ من قبل الغيستابو في أبريل 1944 بتهم متنوعة، بعد خلاف نشب بينها وبين طاهي المدرسة، ورُحّلت إلى أوشفيتز بيركيناو في مايو، حيث ماتت هناك بعد شهرين، نتيجة الجوع والظروف المعيشية الكارثية في المخيم.
لا يُعرف الكثير عن أعمال هاينينغ في بودابست أو الموت في أوشفيتز.  نشر القس الإسكتلندي ديفيد ماكدوغال (1889–1964)، وهو محرر جريدة «جيويش ميشن كوارترلي» كتيبًا من 21 صفحة عنها، بعنوان جين هاينينغ من بودابست في عام 1949. ووفقًا لجنيفر روبرتسون، التي كتبت في عام 2014 لبريسم: مجلة متعددة التخصصات لمعلمي الهولوكوست، فإن جميع المنشورات اللاحقة حول هاينينغ تعتمد تقريبًا على كتيب ماكدوغال.

## النشأة والتعليم
وُلدت هاينينغ في مزرعة لوشنهيد في دونسكور في دومفريشير بإسكتلندا، وكانت الطفلة الخامسة لجين ماثيسون وزوجها المزارع توماس جون هاينينغ، اللذين تزوجا في عام 1890. تنتمي ماتيسون إلى عائلة تعمل بالزراعة، وتوفيت في عام 1902 أثناء ولادة طفلها السادس، عندما كانت هاينينغ في الخامسة من عمرها. تزوج والد هاينينغ مرة أخرى في يناير 1922 وتوفي في يونيو. أنجبت زوجته الثانية روبرتينا ماكسويل قرب نهاية العام، الابنة أغنيس.
نشأت هاينينغ كعضوة في كنيسة كريج الإنجيلية في دونسكور، وهي جزء من الكنيسة الحرة المتحدة في إسكتلندا. تلقت تعليمها في مدرسة قرية دونسكور، وحصلت على منحة دراسية في أكاديمية دومفريز في عام 1909، بما أن أخواتها الأكبر سنًا أليسون ومارغريت قد فعلتا ذلك، إذ عاشت كتلميذة مقيمة في مضافة موت للفتيات. تخرجت من المدرسة كدوكس، وهي واحدة من 41 جائزة مدرسية حصلت عليها، مع جوائز ثانوية في اللغة الإنجليزية والفرنسية والألمانية واللاتينية والرياضيات.

## الحياة المهنية

### أعمال السكرتارية وإعادة التدريب
تدربت هاينينغ بعد التخرج في كلية أثينا التجارية في غلاسكو، وعملت بين عامي 1917-1927 في بيزلي لصالح شركة جاي وبّي للمعاطف، وهي شركة مصنعة للخيوط، ككاتبة في البداية، ثم كسكرتيرة للسكرتير الخاص. عاشت خلال هذه الفترة في شارع فورث 50 في بولوكشيلدز في غلاسكو، واعتادت الحضور بالقرب من كنيسة كوينز بارك ويست المتحدة الحرة، حيث علّمت في مدارس الأحد. اعتادت هاينينغ أن تجلب كعكات الكريمة للأطفال، وفقًا لنان بوتر التي حضرت الفصول الدراسية. بدأ في ذلك الوقت اهتمامها في أن تصبح مبشرة بالظهور. حضرت اجتماعًا في غلاسكو للجنة البعثة اليهودية في عام 1927، واستمعت إلى رئيس اللجنة القس الدكتور جورج ماكنزي، أثناء مناقشته عمله التبشيري. يقال إنها أخبرت صديقًا: «لقد وجدت عمل العُمر».
بقيت هاينينغ في شركة المعاطف لخمسة أشهر أخرى، بسبب مرض مديرها في العمل، ثم لمدة عام آخر خلال تدريب بديل لها. اتّبعت هناك دورة دبلوم لمدة عام واحد في كلية غلاسكو للعلوم المحلية، والتي منحتها مؤهلًا في العلوم المحلية والتدبير المنزلي. شغلت منصبًا مؤقتًا في غلاسكو، ثم أصبحت مشرفة في مانشستر. استجابت لإعلان في مجلة كنيسة إسكتلندا «الحياة والعمل» عام 1932 أو نحو ذلك، يبحث عن مشرفة لمضافة الفتيات الملحقة بمدرسة التبشيرية اليهودية في بودابست. اتحدت غالبية الكنائس الحرة المتحدة في إسكتلندا مع كنيسة اسكتلندا في عام 1929.

### البعثة الإسكتلندية
أدارت البعثة اليهودية مدرسة للفتيات اليهوديات والمسيحيات في مبنى بعثتها الواقع في شارع فوروسمارتي 51. أسست كنيسة إسكتلندا البعثة والمعروفة أيضًا باسم كنيسة القديس كولومبا، في عام 1841 لتبشير اليهود المجريين. شق الوزراء المؤسسون ألكسندر بلاك وألكسندر كيث، جنبًا إلى جنب مع أندرو بونار وروبرت موراي ماشين، طريقهم إلى القدس لنشر المسيحية، عندما ورد أن بلاك جرح نفسه أثناء سقوطه عن جمله، ونتيجة لذلك، قرر وكيث العودة إلى اسكتلندا. عملوا على ذلك عبر بودابست، إذ طال أمد إقامتهم عندما مرض كيث. كانت الأرشيدوقة دوروثيا من النمسا صديقة لهم هناك، وأُقنع الرجال بتأسيس بعثة إسكتلندية في تلك المدينة.

### العمل لصالح البعثة
أرسلت لجنة البعثة اليهودية هاينينغ لمزيد من التدريب في كلية سانت كولم التبشيرية النسائية في إدنبرة. أُعلن طقس انتسابها في كنيسة سانت ستيفن في إدنبرة، في 19 يونيو 1932، خلال خدمة ترأس رئيس لجنة البعثة اليهودية الدكتور ستيوارت طومسون. غادرت هاينينغ إلى بودابست في اليوم التالي، قبل سبعة أشهر من تولي أدولف هتلر منصب مستشار ألمانيا في 30 يناير 1933.
كان منزل الفتيات في الطابق الثالث من مبنى بعثة شارع فوروسمارتي، وتألف من غرفتي نوم مع حوالي 16 فتاة في كل غرفة، وذلك بحلول عام 1932. كان معظم الطلاب من اليهود، وكتب ماكدوجال في عام 1949: «لم تكن كل الفتيات يهوديات، لأنه كان من الحكمة أن يكون بينهن نسبة من الفتيات المسيحيات».
كتبت هاينينغ أن المدرسة احتوت 400 تلميذة تراوحت أعمارهن بين 6-16 عامًا، و30-40 منهن تلميذات مقيمات، إما مقيمات دائمات أو مقيمات خلال النهار. تولت هاينينغ مسؤولية هؤلاء الفتيات. وعلى الرغم من أن القانون الهنغاري لم يسمح بالتحول الديني قبل سن 18 عامًا، كتبت أن المدرسة هدفت إلى إعداد طلابها اليهود للتحول إلى المسيحية.